# Andrian
Andrian je priimek več oseb:
- Felix Andrian, avstro-ogrski general
- Anton Andrian, avstro-ogrski general